# Markea sessiliflora
Markea sessiliflora är en potatisväxtart som beskrevs av Adolpho Ducke. Markea sessiliflora ingår i släktet Markea och familjen potatisväxter. Inga underarter finns listade i Catalogue of Life.